# Бібліотека імені Андрія Головка
Бібліотека імені Андрія Головка (Київ) знаходиться у Подільському районі м.Києва.

## Адреса
04208 м.Київ, проспект Правди, 96.

## Характеристика
Площа приміщення бібліотеки - 335 м², бібліотечний фонд - 26,3 тис. примірників. Щорічно обслуговує 4,4 тис. користувачів, кількість відвідувань за рік - 24,2 тис., документовидач - 94,7 тис. примірників.

## Історія бібліотеки
Заснована у 1971 році. У січні 1978 року присвоєно ім’я українського письменника Андрія Головка. Зібрані та систематизовані документи та фотоматеріали про життя і творчість письменника, ведеться картотека „Андрій Головко”.
Обслуговує різні категорії користувачів. Тісно співпрацює з ЗНЗ № 3, гімназією № 257 "Синьоозерна". Для учнівської молоді проводить цікаві творчі акції, а педагогічні колективи інформує про новинки літератури з методики викладання предметів та інноваційного досвіду роботи.
Бібліотека співпрацює з лікарями районної й міських поліклінік та проводить цікаві пізнавальні години здоров’я для людей похилого віку - користувачів бібліотеки. Молоді адресуються зустрічі з представниками правоохоронних органів району. 
Надаються послуги ВСО і МБА.